# Білий вірш
Бíлий ві́рш — неримований вірш; в усьому іншому (розмір, ритм, чергування наголошених і ненаголошених закінчень тощо) мало чим відрізняється від римованих.
Вперше з'явився в Італії в 16 ст. Розвиток білого вірша пов'язаний з прагненням наблизити віршовану мову до розмовної. Найбільшого розвитку білий вірш досяг у драматургічних жанрах (В. Шекспір, Дж. Мільтон, Й.-В. Гете, О. Пушкін, І. Кочерга), за класичний взірець яких можуть правити твори Лесі Українки («У пущі», «В катакомбах», «Йоганна, жінка Хусова», «Лісова пісня», «Бояриня» та інші), де п'ятистопний ямб, позбавлений рими, набуває гнучкої та природної інтонації.
В ліриці, якщо мовиться про білий вірш, використовуються будь-які віршові розміри, як двостопні, так і тристопні:
Біліли зорі, мов кульбаба,
і місяць ріс, мов молочай;
як поле ширшало під вітром,
коні прийшли до водопою (...) (Патриція Килина).
Або:
Не збагну. Чи наснилось, а може, насправді...
Наче в трави пірнаю, наче в травах тону...
А на поміч не кличу. Немов божевільний,
Вигрібаю чогось на глибінь (В. Марочкін).
У ліричному вірші, на відміну від драматичних творів, білий вірш може поділятися на строфи. Такий поділ здійснюється завдяки чергуванню переважно окситонних та парокситонних, а також дактилічних і гіпердактилічних клаузул.